# 熊本県道24号本渡下田線
熊本県道24号本渡下田線（くまもとけんどう24ごう ほんどしもだせん）は、熊本県天草市を通る県道（主要地方道）である。

## 概要
天草市栄町から天草市天草町下田北に至る。天草下島を東西に横断する。
下田バイパスができる前までは天草市天草町下田北の下田温泉街の国道389号交点が終点だった。

### 路線データ
- 起点：熊本県天草市栄町（港町交差点、国道324号交点、熊本県道308号本渡港線終点）
- 終点：熊本県天草市天草町下田北（国道389号交点）

## 歴史
- 1972年（昭和47年）3月31日 - 路線認定。
- 1993年（平成5年）5月11日 - 建設省から、県道本渡下田線が本渡下田線として主要地方道に指定される[1]。

## 路線状況

### 重複区間
- 熊本県道286号都呂々宮地岳線（天草市枦宇土町（はじうどまち））

### 天草下島有料横断道路
天草市枦宇土町海老宇土迫地区（国道266号交点）から天草市天草町福連木八丁地区までを結ぶ区間もこの路線であり、熊本県企業局による有料道路・天草下島有料横断道路として供用されていた（無料開放後の通称は天草下島横断道路となっている）。
- 全長：3,852 m（約3.9 km、うち福連木トンネルは820 m）

### 道路施設

#### 橋梁
- 山口橋（町山口川、天草市）

#### トンネル
起点から
- 福連木トンネル：延長820 m、天草市（天草下島有料横断道路）
- 菅原トンネル：延長165 m、天草市
- 下田トンネル：延長345 m、1993年（平成5年）竣工、天草市

## 地理

### 通過する自治体
- 天草市

### 交差する道路
| 交差する道路                             | 交差する場所             | 交差する場所      |
| ---------------------------------------- | ------------------------ | ----------------- |
| 国道324号 熊本県道308号本渡港線          | 栄町                     | 港町交差点 / 起点 |
| 熊本県道44号本渡苓北線                   | 諏訪町                   |                   |
| 熊本県道292号引地本町線                  | 本町本八久保             |                   |
| 熊本県道286号都呂々宮地岳線 重複区間起点 | 枦宇土町（はじうどまち） |                   |
| 熊本県道286号都呂々宮地岳線 重複区間終点 | 枦宇土町                 |                   |
| 熊本県道24号本渡下田線 / 支線            | 天草町福連木             |                   |
| 基幹林道苓北天草線                       | 天草町福連木             |                   |
| 熊本県道35号牛深天草線                   | 天草町福連木             |                   |
| 熊本県道293号福連木都呂々線              | 天草町福連木             |                   |
| 国道389号                                | 天草町下田北             | 終点              |
| 支線                                     |                          |                   |
| 国道266号                                | 枦宇土町                 |                   |
| 熊本県道24号本渡下田線 / 支線            | 天草町福連木             |                   |

### 沿線
- 天草市立本渡南小学校
- 熊本県立天草高等学校
- 十万山公園
- 染岳
- 轟万太郎キャンプ場
- 下田温泉